# Łysakowo (powiat ciechanowski)
Łysakowo – wieś sołecka w Polsce położona w województwie mazowieckim, w powiecie ciechanowskim, w gminie Grudusk.
W latach 1954–1959 wieś należała i była siedzibą władz gromady Łysakowo, po jej zniesieniu w gromadzie Grudusk. W latach 1975–1998 miejscowość należała administracyjnie do województwa ciechanowskiego.
We wsi znajduje się parafia pw. św. Antoniego Padewskiego. Obecny murowany kościół zbudowany w 1881 na miejscu poprzednich drewnianych. Obok drewniana dzwonnica z przełomu XVIII/XIX w.